# Cistus gougerotae
Cistus gougerotae är en solvändeväxtart som beskrevs av Aimée Antoinette Camus. Cistus gougerotae ingår i släktet Cistus och familjen solvändeväxter. Inga underarter finns listade i Catalogue of Life.